# Mujer Guerrera (cómic)
Mujer Guerrera es una personaje ficticia que aparece en los cómics estadounidenses publicados por Marvel Comics.

## Creación
El personaje fue creado como un homenaje al personaje de DC Comics la Mujer Maravilla.

## Historial de publicaciones
La Mujer Guerrera aparece por primera vez en Invaders #16 (mayo de 1977), en una historia titulada "La corta vida feliz de la gran victoria", y fue creada por Roy Thomas y Frank Robbins. Ella regresa más tarde al Escuadrón Supremo.

## Biografía ficticia
Julia Koenigaparece por primera vez en una historia de varios números en el título Invaders, haciéndose pasar por una mujer en servicio que sale con un soldado estadounidense en Londres durante la Segunda Guerra Mundial. Koenig es revelada como una espía nazi, cuyo nombre en código es Madame Rätsel (Madame Mystery),quien es enviada para obtener información de un soldado, que también era caricaturista y se sospecha que conoce el secreto del Suero del Súper Soldado, que originalmente le dio poder al héroe Capitán América. El soldado es capturado e interrogado por Koenig, quien intenta replicar el experimento en un laboratorio. Los materiales utilizados son inestables, y cuando un oficial superior interviene, tratando de evitar que Koenig use la fórmula en sí misma, ella lo azota, arrojándolo accidentalmente a la maquinaria, provocando una explosión que transforma a Koenig en una versión femenina de su compañero agente nazi Hombre Supremo (aunque, gracias a un mayor nivel de exposición al Suero, Hombre Supremo es físicamente superior). Koenig se autodenomina Mujer Guerrera.
Para celebrar la captura del equipo de superhéroes Invaders (en una prisión de Berlín), Hitler insiste en que Koenig y Hombre Supremo se casen, su lógica es que son los progenitores de una nueva raza. La ceremonia, sin embargo, se ve interrumpida cuando el sacerdote muere entre los escombros de un edificio dañado durante una batalla entre los invasores y las tropas alemanas. La Mujer Guerrera y el Hombre Supremo se retiran cuando se enfrentan a la Antorcha Humana, quien se enfurece cuando su pupilo, Toro, es herido por disparos.El personaje reaparece en el número final de Invaders como parte de un equipo formado por la espía japonesa Lady Lotus para luchar contra los héroes: el Super-Eje.
Se revela en un flashback de Namor el Submarinero, que cerca del final de la Segunda Guerra Mundial, el Barón Strucker colocó a la Mujer Guerrera y al Hombre Supremo en animación suspendida en un laboratorio oculto, "preservando" así el sueño nazi para su uso posterior. tiempo. El Hombre Supremo es revivido por los científicos de Axl Nacht, y bajo la dirección de Nacht, el personaje secuestra a la Antorcha Humana original y a Ann Raymond (la viuda de Toro); su sangre es necesaria para revivir a la Mujer Guerrera, que había sufrido daño cerebral. Nacht traiciona al Hombre Supremo cuando se revela que su padre cuidó por primera vez de los dos superseres mientras estaban en animación suspendida y, sin saberlo, inculcó en el joven Nacht una obsesión con la Mujer Guerrera.
En otro flashback, la Mujer Guerrera ayudó al Hombre Supremo y al Hombre Tigre Sin Brazos a participar en la invasión de Wakanda, donde lucharon contra el Capitán América, T'Chaka y el Sgt. Fury y sus Comandos Aulladores.
Cuando Namor el Submarinero, exmiembro fundador de los Invasores, encuentra el laboratorio, lucha contra el Hombre Supremo hasta que el nazi pierde sus habilidades y vuelve a ser Wilhelm Lohmer. Nacht roba las habilidades del Hombre Supremo para sí mismo y aparentemente también se ha ganado el afecto de la revivida, pero inestable, Mujer Guerrera. Namor rescata a los prisioneros mientras Lohmer destruye el laboratorio, aunque no se encuentran cuerpos entre los escombros.
Más tarde, ella resurge junto a Nacht (ahora con armadura) como uno de los líderes de Axis Mundi, una organización terrorista fascista renaciente a la que se opusieron los Nuevos Invasores. Otros miembros de Axis Mundi incluyeron a U-Man, Baronesa Sangre (heredera del Barón Sangre) y los Pterroristas, un ejército de guerreros insectoides clonados cuya mente y ADN se derivaron del Agente Axis.
Algún tiempo después, ella asesina a la Princesa Poder y asume su identidad, luego se une al Escuadrón Supremo y es llevada a Mundo Extraño, donde revela sus verdaderos colores y traiciona al equipo, pero es derrotada.

## Poderes y habilidades
Julia Koenig era una humana normal que se destacaba en el espionaje y el hipnotismo, y cuando se expone a una variante del Suero del Súper Soldado recibe mayor fuerza y resistencia.